# Боргойский заказник
Борго́йский зака́зник — государственный природный заказник регионального значения, расположенный в Бурятии. Крупнейшее в Евразии место отдыха перелётных птиц.

## Общая информация
Заказник расположен в Джидинском районе Бурятии, в непосредственной близости к селу Белоозёрск, которое находится в 1 км от озера Верхнее Белое и в 30 км к востоку от районного центра — села Петропавловка.
Заказник создан в 1979 году во исполнение международной Конвенции «Об охране перелётных птиц и среды их обитания», заключенной между правительствами СССР, США, Индии, Южной Кореи, Канады и Японии.
Цель деятельности заказника — обеспечение благоприятных условий для пролёта птиц и их гнездования.
Территория заказника включает в себя холмистый участок Боргойской степи вдоль реки Джиды, на котором расположены три достаточно крупных озера: Нижнее Белое, Верхнее Белое, Каменный Ключ и несколько мелких озёр, в том числе имеющих временный, сезонный характер — в виде заливных лугов. Общая площадь водоёмов составляет около 5 тыс. га.

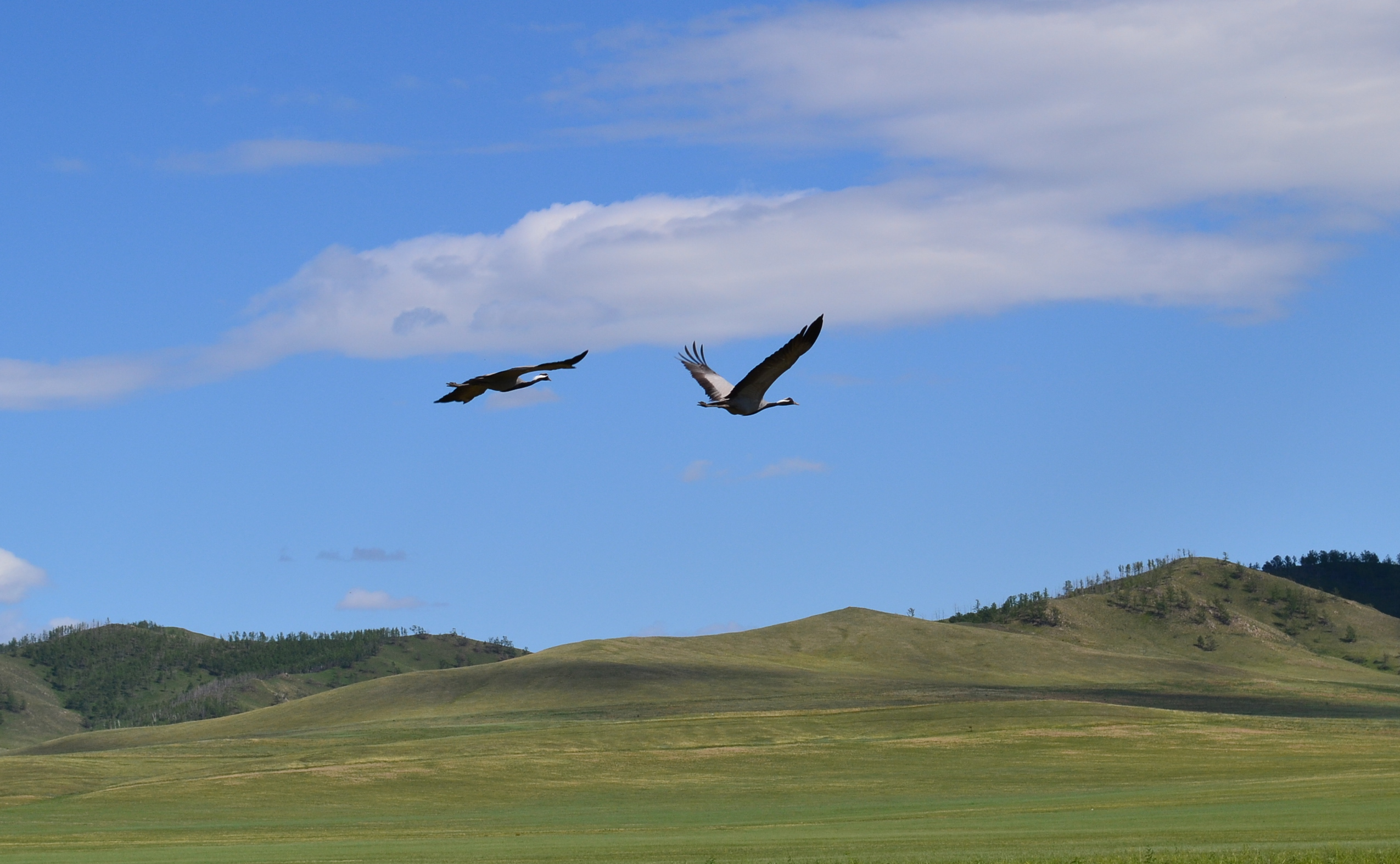
Журавли

Открытый ландшафт заказника на среднехолмистом пологом рельефе включает в себя степь, лесостепь, болотные, прибрежно-обводнённые природные комплексы. Примечательная особенность — на поверхности почвы по берегам озёр нередко виден белый налёт, так называемый «гужир» — выход солончаковых минеральных солей.
Самый пик перелёта птиц приходится на конец апреля — начало мая, когда большая часть озёр ещё покрыта льдом. Это уникальное и захватывающее зрелище: тысячные стаи разномастных уток покрывают водную гладь, на берегу и кромке льда сотенными табунами толпятся гуси, по берегу снуют вездесущие и неугомонные кулики, и среди этого многообразия контрастно выделяются десятки белых лебедей. Над озёрами в это время стоит гомон от всевозможных видов птиц, который дополняется не менее звучными песнями окружающей степи — голосами журавлей и жаворонков. Такое единовременное скопление разнообразия пернатых привлекает орнитологов со всего мира.

## Орнитофауна
На территории заказника обитают такие редкие виды птиц как дрофа, беркут, сапсан, кречет, балобан, черный гриф, лебедь-кликун, черный аист, сухонос, серый гусь, шилоклювка, ходулочник и др.

## Прочая фауна
Помимо пернатого разнообразия в заказнике широко представлены типичные виды степной фауны млекопитающих: косуля, красная лисица, колонок, горностай, солонгой, тарбаган, хорь, в том числе виды, занесенные в Красную книгу Бурятии: корсак, кот манул, заяц-толай, даурский ёж, тушканчик-прыгун. «Краснокнижные» животные редко попадаются на глаза, потому что ведут ночной образ жизни.

## Галерея

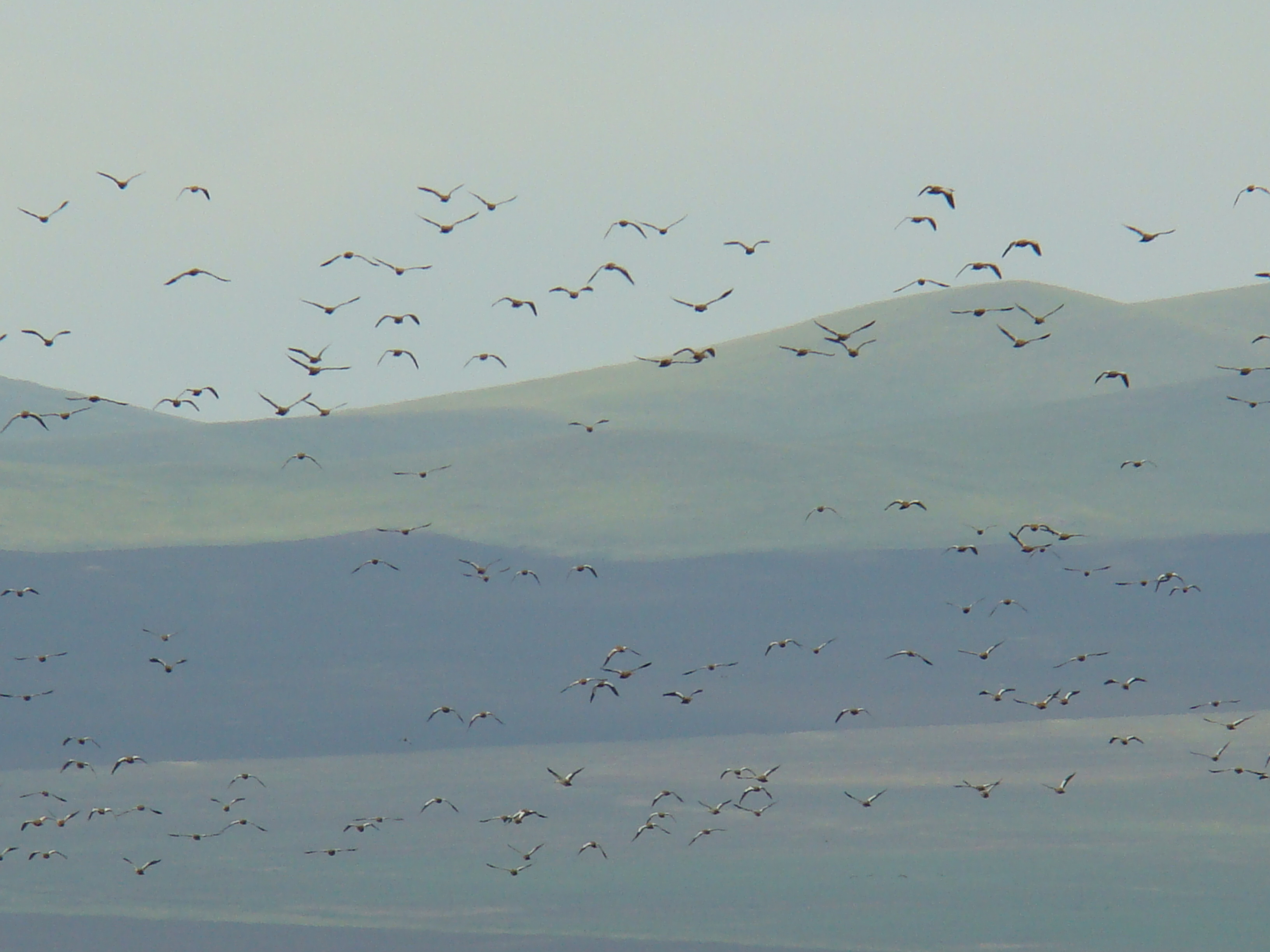
Птичья стая
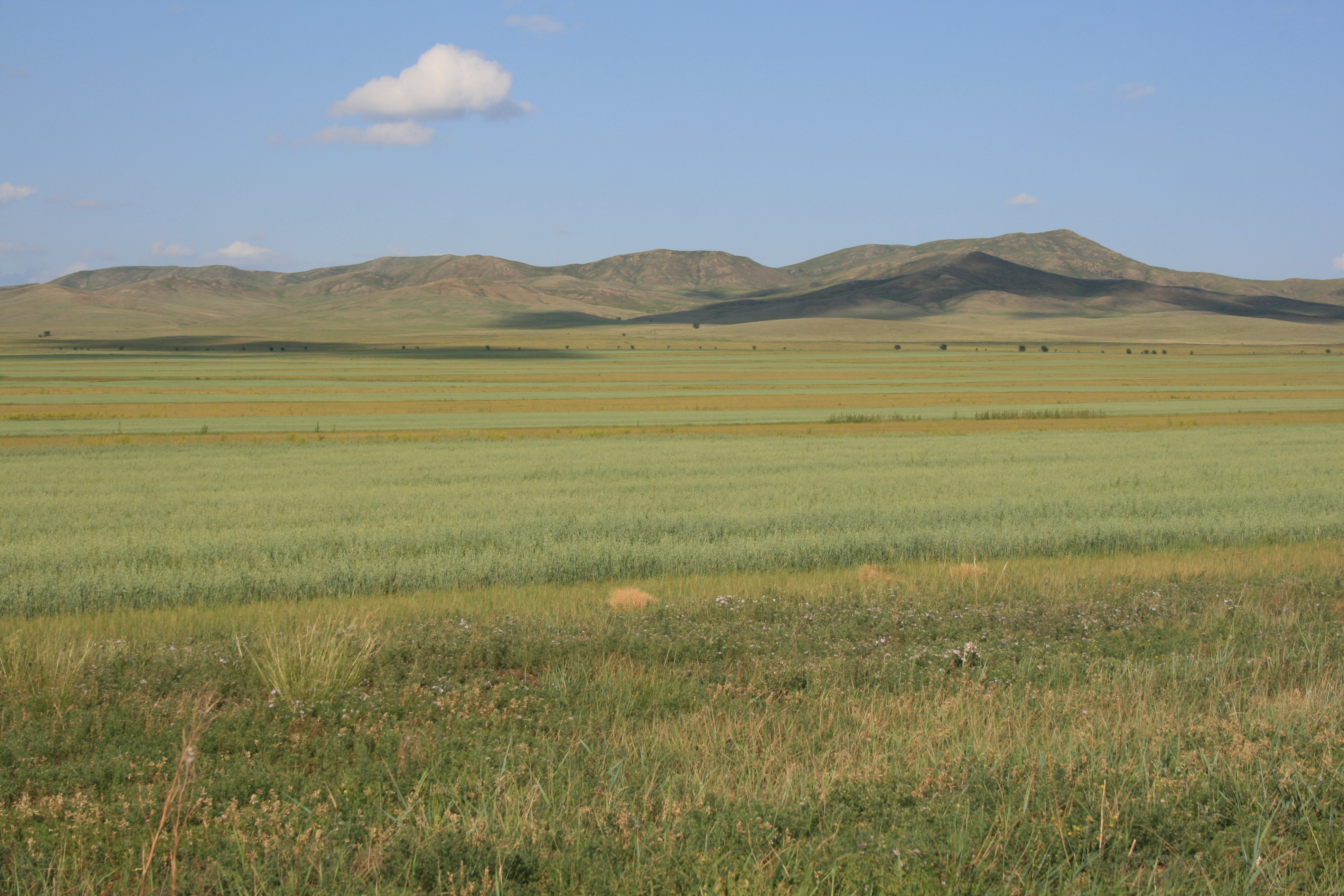
Боргойская степь
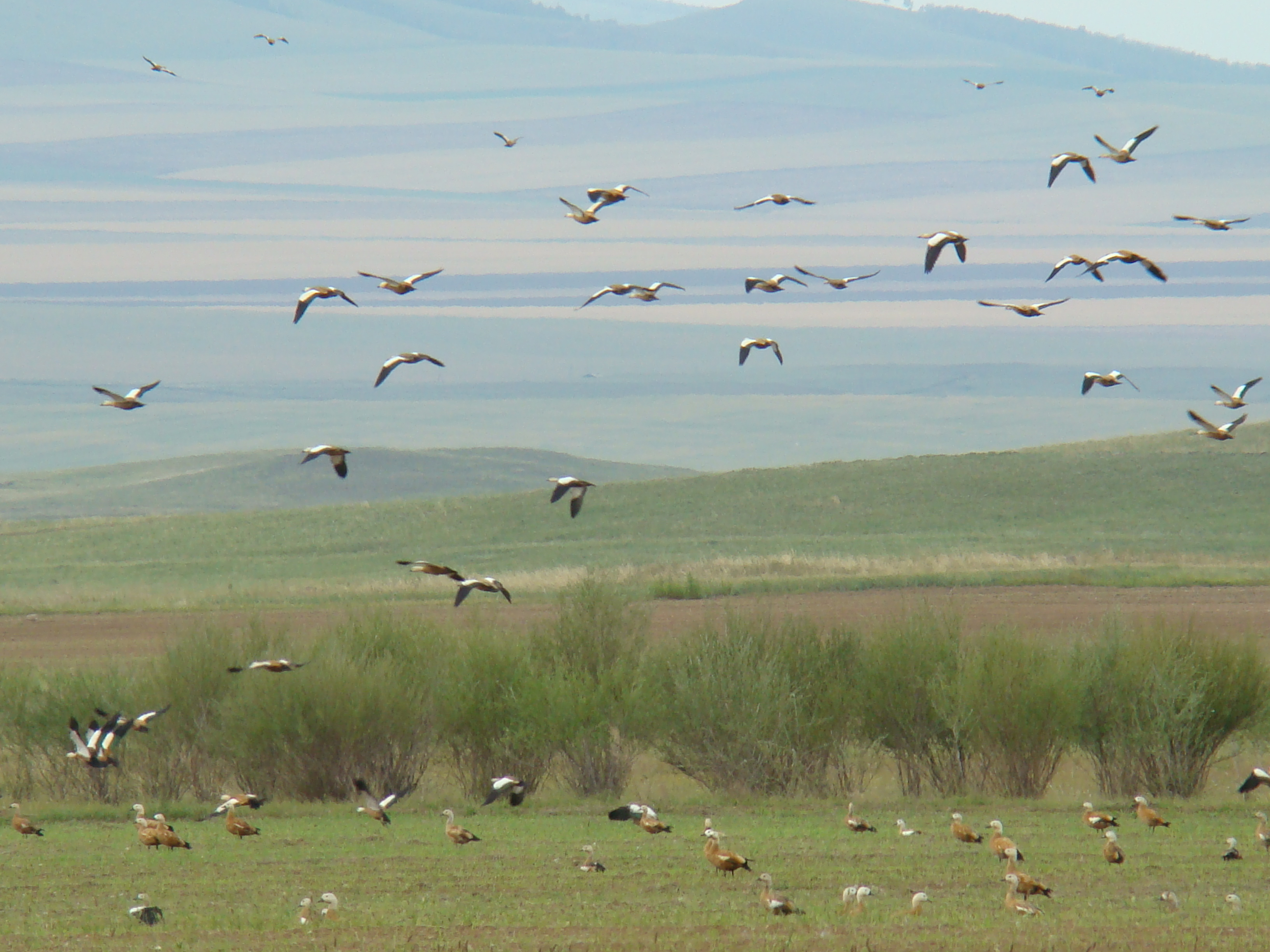
Полет Огарей
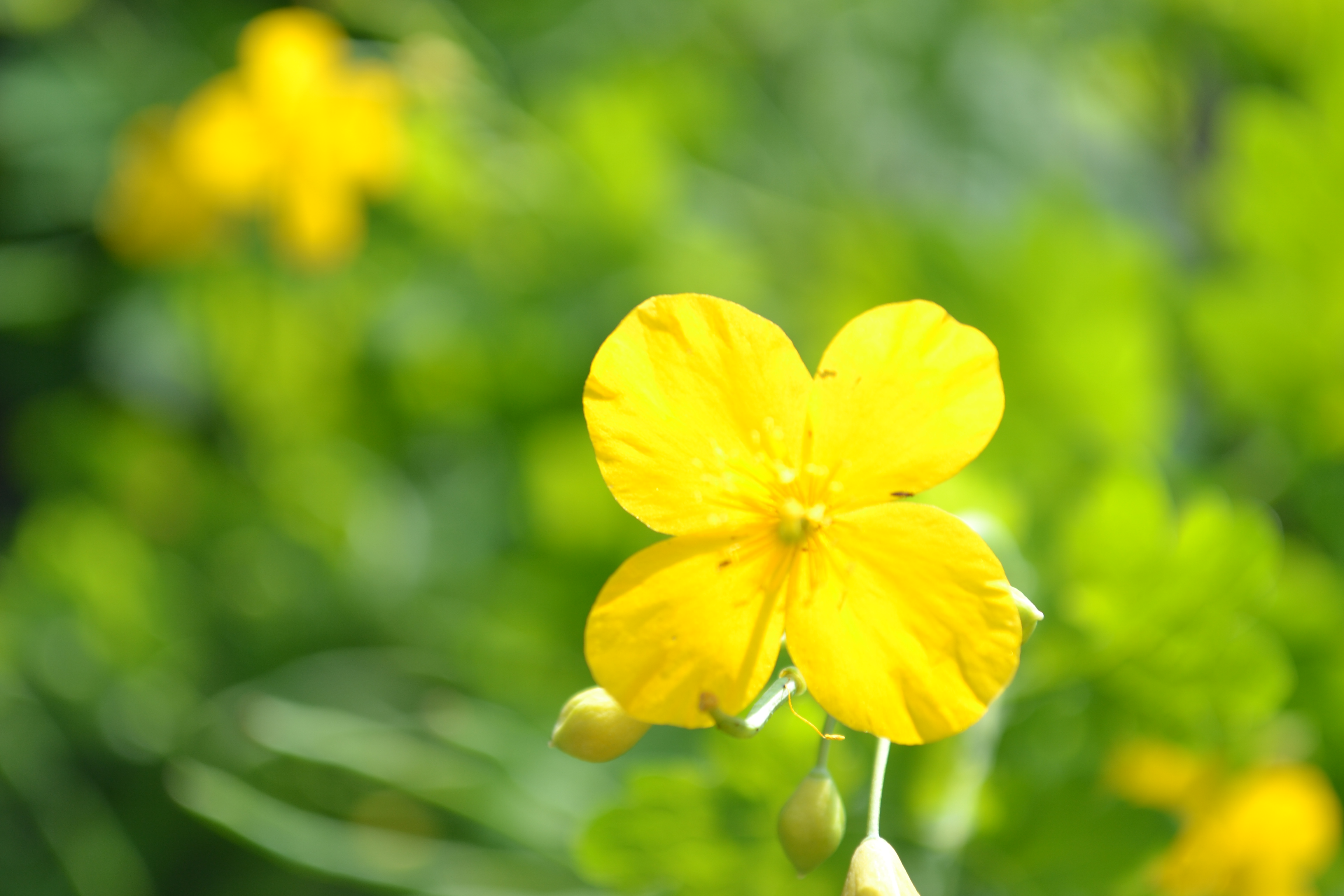
Цветок